# Paul Durin
Paul Joseph Durin (Maubeuge, Nord, 3 de gener de 1890 – Maubeuge, 24 de maig de 1955) va ser un gimnasta artístic francès que va competir a començaments del segle xx.
El 1908 va prendre part en els Jocs Olímpics de Londres, on fou cinquè en el concurs complet per equips del programa de gimnàstica.
Dotze anys més tard, als Jocs d'Anvers guanyà la medalla de bronze en el concurs complet per equips del programa de gimnàstica.